# Paolo Torelli (1576-1630)
Paolo Torelli (Montechiarugolo, 1576 – Roma, 3 aprile 1630) è stato un arcivescovo cattolico italiano.

## Biografia

Stemma dei Torelli

Paolo nacque nel 1576 a Montechiarugolo, in provincia di Parma.
Era figlio di Pomponio, conte di Montechiarugolo e di sua moglie, la nobile Isabella Bonelli. Nel 1603 rinunciò alla primogenitura sulla contea di Montechiarugolo per dedicarsi alla carriera ecclesiastica.
Andò a Roma dove ricevette l'incarico di priore della Chiesa di San Michele di Parma. Nominato consultore del Santo Uffizio, fu inviato da papa Paolo V a Malta nel 1621 come inquisitore. Ricoprì in Portogallo l'incarico di collettore apostolico e nel 1624 venne nominato arcivescovo di Rossano, rinunciando al mandato nel 1629. Morì a Roma nel 1630.

## Genealogia episcopale
La genealogia episcopale è:
- Cardinale Juan Pardo de Tavera
- Cardinale Antoine Perrenot de Granvelle
- Cardinale Francisco Pacheco de Villena
- Papa Leone XI
- Cardinale Ottavio Bandini
- Arcivescovo Paolo Torelli

## Ascendenza
|                                            |                  |                                                                                       | Genitori                                                                   |  |  | Nonni |  |  | Bisnonni                                    |  |  | Trisnonni                                  |  |
|                                            |                  |                                                                                       |                                                                            |  |  |       |  |  | Francesco Torelli, conte di Montechiarugolo |  |  | Marsilio Torelli, conte di Montechiarugolo |  |
|                                            |                  |                                                                                       |                                                                            |  |  |       |  |  | Francesco Torelli, conte di Montechiarugolo |  |  | Marsilio Torelli, conte di Montechiarugolo |  |
|                                            |                  | Paola Secco                                                                           |                                                                            |  |  |       |  |  | Francesco Torelli, conte di Montechiarugolo |  |  |                                            |  |
| Paolo Torelli, conte di Montechiarugolo    |                  |                                                                                       |                                                                            |  |  |       |  |  | Francesco Torelli, conte di Montechiarugolo |  |  |                                            |  |
|                                            |                  | Damigella Trivulzio                                                                   | Giovanni Trivulzio, consignore di Borgomanero                              |  |  |       |  |  |                                             |  |  |                                            |  |
|                                            |                  | Damigella Trivulzio                                                                   | Giovanni Trivulzio, consignore di Borgomanero                              |  |  |       |  |  |                                             |  |  |                                            |  |
|                                            |                  | Damigella Trivulzio                                                                   | Angiola Martinengo                                                         |  |  |       |  |  |                                             |  |  |                                            |  |
| Pomponio Torelli, conte di Montechiarugolo |                  | Damigella Trivulzio                                                                   |                                                                            |  |  |       |  |  |                                             |  |  |                                            |  |
|                                            |                  | Giovanni Francesco II Pico della Mirandola, signore di Mirandola e conte di Concordia | Galeotto I Pico della Mirandola, signore di Mirandola e conte di Concordia |  |  |       |  |  |                                             |  |  |                                            |  |
|                                            |                  | Giovanni Francesco II Pico della Mirandola, signore di Mirandola e conte di Concordia | Galeotto I Pico della Mirandola, signore di Mirandola e conte di Concordia |  |  |       |  |  |                                             |  |  |                                            |  |
|                                            |                  | Giovanni Francesco II Pico della Mirandola, signore di Mirandola e conte di Concordia | Bianca d'Este                                                              |  |  |       |  |  |                                             |  |  |                                            |  |
| Beatrice Pico della Mirandola              |                  | Giovanni Francesco II Pico della Mirandola, signore di Mirandola e conte di Concordia |                                                                            |  |  |       |  |  |                                             |  |  |                                            |  |
|                                            |                  | Giovanna Carafa, signora di Roddi                                                     | Giovanni Tommaso Carafa, conte di Maddaloni                                |  |  |       |  |  |                                             |  |  |                                            |  |
|                                            |                  | Giovanna Carafa, signora di Roddi                                                     | Giovanni Tommaso Carafa, conte di Maddaloni                                |  |  |       |  |  |                                             |  |  |                                            |  |
|                                            |                  | Giovanna Carafa, signora di Roddi                                                     | Giulia Sanseverino                                                         |  |  |       |  |  |                                             |  |  |                                            |  |
| Paolo Torelli                              |                  | Giovanna Carafa, signora di Roddi                                                     |                                                                            |  |  |       |  |  |                                             |  |  |                                            |  |
|                                            | Gerolamo Bonelli | …                                                                                     |                                                                            |  |  |       |  |  |                                             |  |  |                                            |  |
|                                            | Gerolamo Bonelli | …                                                                                     |                                                                            |  |  |       |  |  |                                             |  |  |                                            |  |
|                                            | Gerolamo Bonelli | …                                                                                     |                                                                            |  |  |       |  |  |                                             |  |  |                                            |  |
| Marco Bonelli, nobile di Alessandria       | Gerolamo Bonelli |                                                                                       |                                                                            |  |  |       |  |  |                                             |  |  |                                            |  |
|                                            |                  | …                                                                                     | …                                                                          |  |  |       |  |  |                                             |  |  |                                            |  |
|                                            |                  | …                                                                                     | …                                                                          |  |  |       |  |  |                                             |  |  |                                            |  |
|                                            |                  | …                                                                                     | …                                                                          |  |  |       |  |  |                                             |  |  |                                            |  |
| Isabella Bonelli                           |                  | …                                                                                     |                                                                            |  |  |       |  |  |                                             |  |  |                                            |  |
|                                            |                  | Gerolamo de' Gibertis                                                                 | …                                                                          |  |  |       |  |  |                                             |  |  |                                            |  |
|                                            |                  | Gerolamo de' Gibertis                                                                 | …                                                                          |  |  |       |  |  |                                             |  |  |                                            |  |
|                                            |                  | Gerolamo de' Gibertis                                                                 | …                                                                          |  |  |       |  |  |                                             |  |  |                                            |  |
| Dominia de' Gibertis                       |                  | Gerolamo de' Gibertis                                                                 |                                                                            |  |  |       |  |  |                                             |  |  |                                            |  |
|                                            |                  | Gardina Ghislieri                                                                     | Paolo Ghislieri                                                            |  |  |       |  |  |                                             |  |  |                                            |  |
|                                            |                  | Gardina Ghislieri                                                                     | Paolo Ghislieri                                                            |  |  |       |  |  |                                             |  |  |                                            |  |
|                                            |                  | Gardina Ghislieri                                                                     | Dominina Augeri                                                            |  |  |       |  |  |                                             |  |  |                                            |  |
|                                            |                  | Gardina Ghislieri                                                                     |                                                                            |  |  |       |  |  |                                             |  |  |                                            |  |